# 舟状骨
舟状骨（しゅうじょうこつ、羅名scaphoideum（手）、naviculare（足）　Os,scaphoideum（手）、Os,naviculare（足））とは、四肢動物の前肢、後肢を構成する短骨の一つである。
ヒトの舟状骨は、左右の手足に1本ずつ存在している。
手では三角骨、豆状骨、月状骨とともに近位手根骨を構成し、足では距骨、踵骨とともに近位足根骨を構成している。

## 上肢

### 舟状骨と関節する骨
- 大菱形骨、小菱形骨、有頭骨:手根中央関節[3]
- 月状骨:手根間関節[4]
- 橈骨:撓骨手根関節[5]

### 舟状骨から起始する筋肉
- 短母指外転筋[6]

## 下肢

### 舟状骨と関節する骨
- 内側楔状骨、中間楔状骨、外側楔状骨:楔舟関節[7]
- 距骨、踵骨:距踵舟関節[8]

### 舟状骨に停止する筋肉
- 後脛骨筋[9]